# Karlspitzen
Les Karlspitzen sont une montagne des Préalpes orientales septentrionales d'Autriche située dans le massif du Kaisergebirge, dans le land du Tyrol. Il s'agit d'une montagne avec un sommet double, avec au nord la Hinteren Karlspitze (2 281 m), le plus haut et au sud la Vorderen Karlspitze (2 263 m). Les deux sommets sont reliés par une arête rocheuse.

## Ascension
Les Karlspitzen sont parmi les sommets les plus difficiles et donc les moins fréquentés du massif. Aucun itinéraire balisé ou sécurisé n'accède au double pic. C'est la raison pour laquelle l'expérience alpine, un sens de l'orientation, une capacité d'escalade sûre et une absence de vertige sont nécessaires.
La voie normale part de l'Ellmauer Tor (en) et n'est marquée que par deux cairns. Cependant, les traces du sentier sont généralement faciles à reconnaître. Elles conduisent à travers un pierrier généralement escarpé qui implique une escalade légère. Il faut une heure pour arriver à l'arête des Karlspitzen où la voie se dirige ensuite vers la Hinterer et la Vorderer Karlspitze.